# イタリア式不倫
『イタリア式不倫』（イタリアしきふりん、イタリア語: Adulterio all'italiana）は、1966年（昭和41年）製作・公開、パスクァーレ・フェスタ・カンパニーレ監督のイタリア映画である。イタリア式コメディの1作である。別題『イタリア式姦通』（イタリアしきかんつう）。
本作は、のちにチェッキ・ゴーリ・グループを設立するマリオ・チェッキ・ゴーリが、1966年、ルチアーノ・ペルージャとともにプロデュースし、製作会社フェア・フィルムとして製作した。また、撮影はラツィオ州ローマ県ローマ等で行われた。全篇に流れる主題歌『バダ・カテリーナ』（Bada Caterina） は、カルメン・ヴィッラーニのシングルレコードとして、同年発売された。
イタリアのメジャー映画会社ティタヌスが配給して、同年3月25日、同国内で公開された。翌1967年（昭和42年）、ニーノ・マンフレディをめぐる親友どうしを演じたカトリーヌ・スパークは『結婚戦争』で、マリア・グラツィア・ブッチェッラは『裸でどこ行くの?』でそれぞれカンパニーレ作品に主演する。
2006年（平成18年）9月12日、「90分」のヴァージョンでDVDがチェッキ・ゴーリ・ヴィデオによりイタリアで発売された。
日本では、2011年（平成23年）2月現在に至るまで劇場公開、テレビ放映、DVD等のビデオグラム販売等は行われていない。アルマンド・トロヴァヨーリによる劇伴音楽は、日本版CDが発売されている。

## あらすじ
マルタ（カトリーヌ・スパーク）は、夫フランコ・フィナーリ（ニーノ・マンフレディ）と親友グロリア（マリア・グラツィア・ブッチェッラ）との不倫の関係に気づく。フランコはフッティという偽名でグロリアを誘惑しており、グロリアはフッティが親友マルタの夫とは知らずにショックを受ける。傷ついたマルタは、夫に思い知らせるために、恋人がいるかのように振る舞う。フランコは妻の恋人の正体に思いを巡らせながら、パイプや縞のマフラーなどを遺留品を採取する。さらに、ロベルト（ジーノ・ペルニーチェ）の協力のもと、会社の自室で妻の恋人の姿をモンタージュする。妻のバッグを探り、入っていた煙草の箱に書かれた文字と数字から、Aで始まる名まえ、電話番号につぎつぎ電話をかけて潰していく。
会社の夫の部屋にある黄色いコートやパイプやマフラーを目撃したマルタは、シルヴィオ（ヴィットリオ・カプリオーリ）に、夫婦ででかけるドッグレース場にモンタージュ通りの姿を現すように依頼する。シルヴィオを妻の恋人だと睨んだフランコは、彼を捕らえてズタ袋に詰めたうえでアルファロメオのトランクに押し込む。すべてわかっているマルタは、シルヴィオを逃がし、ズタ袋の中身をタイヤにすり替える。そうと知らないフランコは、生きてる気配のないズタ袋の中身を池に棄てる。フランコは罪の意識に苦しめられ、翌日池をさらって家の庭にズタ袋を埋めようとした際に、中身がタイヤであることに気づく。
ヒルトンホテルでの大事なパーティで、マルタに執心の大物社長マックス・ポルテージ（エイキム・タミロフ）に、なぜかフランコは女装して近づき、マックスに惚れられる。フランコはマックスから逃げる中で、先にホテルを出たマルタの赤いフィアットのナンバープレートがAで始まることに気づく。女装したままのフランコとマルタは家路につき、二人は和解する。彼らを女だと思って追いかけて来た白いクルマの二人の男（トゥッリオ・アルタムーラ、ジャンニ・サラーロ）は、キスする女二人と勘違いしてあきれる。

## スタッフ・作品データ
- プロデューサー : マリオ・チェッキ・ゴーリ、ルチアーノ・ペルージャ （Luciano Perugia [6]）
- 監督 : パスクァーレ・フェスタ・カンパニーレ
- 原作 : パスクァーレ・フェスタ・カンパニーレ
- 脚本 : オッタヴィオ・アレッシ （Ottavio Alessi）、パスクァーレ・フェスタ・カンパニーレ、ルイジ・マレルバ （Luigi Malerba）
- 撮影 : ロベルト・ジェラルディ （Roberto Gerardi [7]）
- 美術・衣裳 : ピエル・ルイジ・ピッツィ （Pier Luigi Pizzi）
- 編集 : ルッジェロ・マストロヤンニ （Ruggero Mastroianni）
- 音楽・指揮 : アルマンド・トロヴァヨーリ
- 主題歌 : カルメン・ヴィッラーニ（Carmen Villani）『バダ・カテリーナ』Bada Caterina

- 製作 :  フェア・フィルム （Fair Film [8]）
- フォーマット : カラー映画 - スコープ・サイズ（アナモルフィック、1.85:1）[4] - モノラル録音

## キャスト
クレジット順
- ニーノ・マンフレディ - フランコ・フィナーリ
- カトリーヌ・スパーク - マルタ・フィナーリ
- マリア・グラツィア・ブッチェッラ （Maria Grazia Buccella） - グロリア
- ヴィットリオ・カプリオーリ （Vittorio Caprioli） - シルヴィオ・サッセッリ
- エイキム・タミロフ （Akim Tamiroff） - マックス・ポルテージ
- マリオ・ピズー （Mario Pisu） - 隣人
- ジーノ・ペルニーチェ （Gino Pernice） - ロベルト
- トゥッリオ・アルタムーラ （Tullio Altamura） - パパガッロ#1
- ジャンニ・サラーロ （Gianni Salaro [9]） - パパガッロ#2
- リーノ・バンフィ （Lino Banfi） - マルコ

## 註
1. 1 2 3 4 5  Adulterio all'italiana, インターネット・ムービー・データベース （英語）, 2011年2月18日閲覧。
2. ↑  Adulterio All'italiana, allmovie （英語）, 2011年2月18日閲覧。
3. ↑  『オルゴン・ボックス』、p.217.
4. 1 2  Adulterio all'italiana （DVD）、パッケージ記述。
5. ↑  パスクァーレ・フェスタ・カンパニーレ、allcinema ONLINE, 2011年2月18日閲覧。
6. ↑  Luciano Perugia - IMDb（英語）, 2011年2月18日閲覧。
7. ↑  Roberto Gerardi - IMDb（英語）, 2011年2月18日閲覧。
8. ↑  Fair Film - IMDb（英語）, 2011年2月18日閲覧。
9. ↑  Gianni Salaro - IMDb（英語）, 2011年2月18日閲覧。

## 関連事項
- イタリア式コメディ